# Барышев, Николай Иванович
Николай Иванович Барышев (13 (25) ноября 1898, Стерлитамак, Уфимская губерния, Российская империя — 30 октября 1937 Москва, РСФСР) — советский партийный и государственный деятель, председатель Саратовского облисполкома (1937).

## Биография
Член РСДРП(б) с 1916 г. Обучался в Чистопольской школе прапорщиков (1916), в Институте Красной профессуры. По национальности русский.
Служил в русской армии.
- 1917 г. — заведующий Чистопольским уездным отделом народного образования (Казанская губерния),
- 1918—1919 гг. — председатель Чистопольского уездного комитета РКП(б),
- март-июнь 1921 гг. — ответственный секретарь Татарского областного комитета РКП(б),
- 17—25 апреля 1923 года делегат XII съезда РКП(б)[2].
- 1923—1924 гг. — ответственный секретарь Сумского окружного комитета КП(б) Украины,
- 1924—1925 гг. — инструктор Черноморского окружного комитета РКП(б),
- 1925—1926 гг. — ответственный секретарь Черноморского окружного комитета РКП(б) — ВКП(б),
- 1926—1928 гг. — ответственный секретарь Кубанского окружного комитета ВКП(б),
- 1928—1930 гг. — ответственный секретарь Якутского областного комитета ВКП(б),
- 1930—1935 гг. — в ЦК ВКП(б), заместитель председателя исполнительного комитета Московского областного Совета, заведующий отделом культуры и пропаганды ленинизма Московского городского комитета ВКП(б), начальник политического сектора Народного комиссариата земледелия СССР в Центрально-Чернозёмной области,
- 26 января—10 февраля 1934 года делегат XVII съезда ВКП(б)[3].
- 1935—1937 гг. — второй секретарь Саратовского краевого комитета ВКП(б),
- январь-июль 1937 г. — председатель исполнительного комитета Саратовского областного Совета.

В конце июня 1937 г. был арестован. Был обвинен в том, что в течение ряда лет являлся активным участником контрреволюционной организации. Осужден военной коллегией Верховность суда СССР 29 октября 1937 г. к расстрелу. Приговор приведен в исполнение 30 октября 1937 г. в г. Москве.
Реабилитирован 26.05.1956 г. военной коллегией Верховного суда СССР.